# Томкевич, Игорь Станиславович
Игорь Станиславович Томкевич (15 декабря 1930, Ленинград — 14 июня 1996, Киров) — советский театральный актёр, педогаг, народный артист РСФСР.

## Биография
Игорь Станиславович Томкевич родился 15 декабря 1930 года в Ленинграде. Во время Ленинградской блокады потерял родителей, воспитывался в детском доме. В 1955 году окончил Высшее театральное училище имени М. С. Щепкина при Малом театре СССР. Сценическую деятельность начинал в Перми.
С 1959 года был актёром Кировского драматического театра. Играл в театре тридцать лет. Преподавал в Кировском училище культуры. Был председателем правления Кировского отделения ВТО.
Ушел из жизни 14 июня 1996 года в г. Кирове.

### Семья
- Жена — актриса Маргарита Дмитриевна Качкина (1927—1994), заслуженная артистка РСФСР. Играла в Кировском драматическом театре, сыграла около 150 ролей[1].

## Награды и премии
- Заслуженный артист РСФСР (6.03.1968).
- Народный артист РСФСР (6.01.1978).
- Дипломы Министерства культуры России I степени за роли Луки («На дне» М. Горького) и Белоконя («В четырёх километрах от войны»).

## Работы в театре
- «На всякого мудреца довольно простоты» А. Н. Островского — Глумов
- «Борис Годунов» А. С. Пушкина — Лжедмитрий
- «Варшавская мелодия» Л. Зорина — Виктор
- «Маскарад» М. Ю. Лермонтова — Арбенин
- «Вишнёвый сад» А. П. Чехова — Гаев
- «Фронт» — Горлов
- «Старомодная комедия» — Родион Николаевич
- «Энергичные люди» — Аристарх
- «Ивушка неплакучая» — Леонтий Угрюмов
- «На дне» М. Горького — Лука
- «В четырёх километрах от войны» — Белоконь
- «Ожидание» — Паоло Монти